# Marienkapelle (Beigarten)

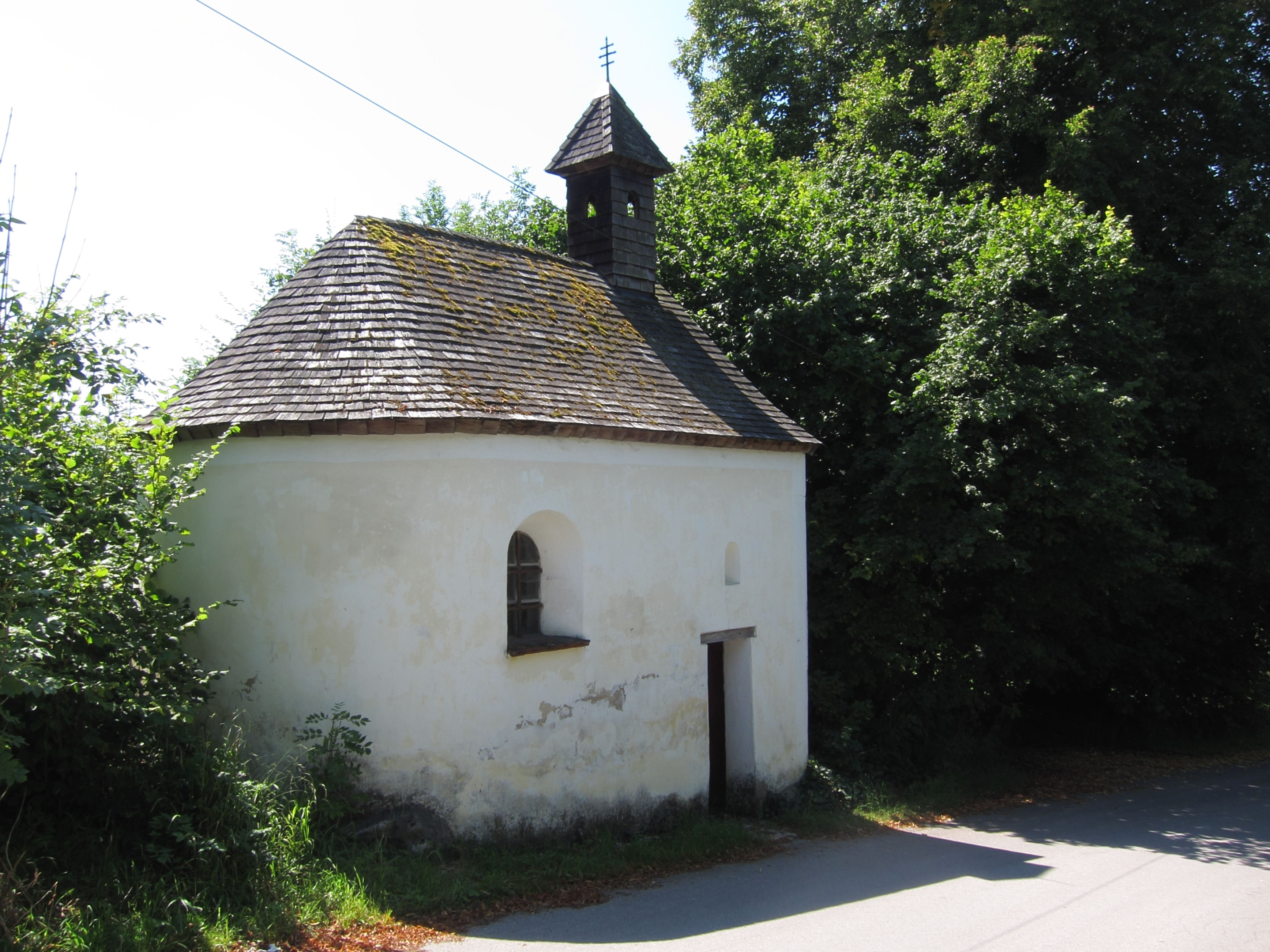
Marienkapelle in Beigarten

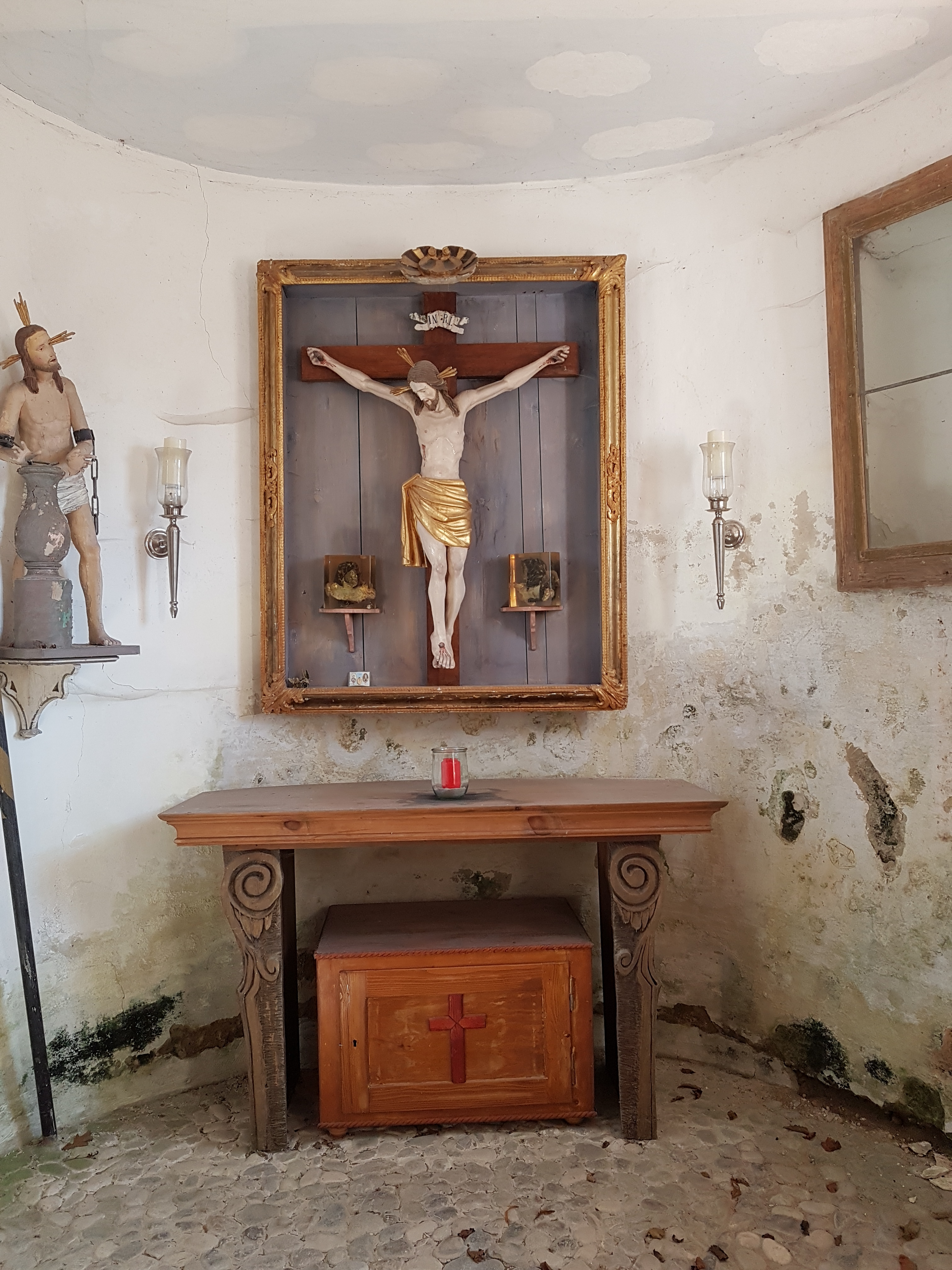
Innenansicht der Kapelle

Die Marienkapelle in Beigarten, einem Ortsteil der oberbayerischen Gemeinde Straßlach-Dingharting im Landkreis München, wurde im 17. Jahrhundert errichtet. Die Kapelle ist ein geschütztes Baudenkmal.
Der kleine halbrund geschlossene Putzbau mit Dachreiter wurde in den 1980er Jahren innen und außen renoviert. Von der Ausstattung sind die Figur des heiligen Leonhard und Christus an der Geißelsäule aus dem 18. Jahrhundert erhalten.